# Big Fat Snake
Big Fat Snake var en dansk musikgruppe inden for genrerne rock og poprock. Bandet blev dannet i 1990 og den sidste besætning bestod af sanger Anders Blichfeldt, guitarist Asger Steenholdt, keyboardspiller Pete Repete, trommeslager Jens Fredslund og bassist Morten "Jay" Jakobsen. Gruppen har solgt over én millioner albums. Big Fat Snake er bedst kendt for sange some "Bonsoir Madame", "No Peace Like in Heaven", "Animal" og "Someone Like You". Bandets navn er taget fra omkvædet til Bob Dylan-sangen "Wiggle Wiggle" (1990). Bandet var på en længere afskedsturne i 2018, hvorefter det blev enten opløst eller sat på vågeblus.[kilde mangler]

## Karriere

### Opstart og tidlig karriere
Big Fat Snake blev dannet i december 1990 af sanger Anders Blichfeldt og bassist Jacob Perbøll. Big Fat Snake indspillede deres selvbetitlede debutalbum på blot én enkelt aften i studiet, med trommeslager Holger Kølle, og guitarist Peter Viskinde, som Blichfeldt havde spillet sammen med siden 1988 i bandet The Werners. Albummet bestod af covernumre inden for rock- og bluesgenren, samt tre egne numre komponeret af Blichfeldt og Viskinde. Debutalbummet solgte i 10.000 eksemplarer. Trommeslager Holger Kølle var med nogle få måneder og blev afløst af Jens Fredslund i marts 1991.
Big Fat Snake skrev i 1991 kontrakt med pladeselskabet Medley Records og udgav i 1992 albummet Born Lucky, produceret at Medley Records' ejer Poul Brun. På dette tidspunkt var også Pete Repete trådt ind i bandet. Born Lucky solgte 12.000 eksemplarer. I 1992 blev Medley Records solgt til EMI, og Big Fat Snake kunne ikke blive enige med selskabet om at fortsætte samarbejdet. Big Fat Snake skrev herefter kontrakt med pladeselskabet Sundance og udgav albummet Beautiful Thing, der opnåede rimelig popularitet med bl.a. Blichfeldts sang "Howling at the Moon", der stadig er at finde på sætlisten med jævne mellemrum.
I 1994 skrev bandet kontrakt med selskabet L&G og udgav albummet Midnight Mission, der bl.a. indeholdt rockballaden "No Peace like in heaven", der var skrevet af Peter Viskinde, og blev bandets første store hit. Pladeselskabet L&G blev solgt til Playground, der igen blev solgt til Sony, og Big Fat Snake rykkede videre til Mega Records. Kjeld Wennick, kendt fra duoen Jan & Kjeld, var ejer og leder af Mega Records og havde god forståelse for bandets til tider vanskelige sammensætning, og samarbejdet med Mega Records blev det længste, Big Fat Snake har arbejdet med noget pladeselskab. Første album på Mega Records var Fight for Your Love, som gav bandet deres første guldplade.

### Kommerciel succes
I 1997 valgte Jakob Perbøll at træde ud af bandet og blev erstattet af Anders Blichfeldts gamle ven Asger Steenholdt. Det nye hold indspillede nu albummet Flames, med bl.a. Blichfeldts "Bonsoir Madame", der siden er blevet bandets signatursang. Med udgivelsen af Flames fik Big Fat Snake deres egentlige kommercielle gennembrud, og både plade- og billetsalget steg. Bandet blev hurtigt hovednavn på mange festivaler og solgte flere tusinde billetter på de store spillesteder. 
Live-koncerterne var fra starten bandets force, og med de mange koncerter i bagagen, og et virkeligt stærkt hold både i og omkring bandet formåede Big Fat Snake at være det mest turnerende band i Danmark igennem en 10-årig periode. En række platin- og dobbeltplatin-sælgende albums som www.bigfatsnake.com, Running Man og Play It By Ear udkom fra 1997 til 2003. 
One Night of Sin opstod tilfældigt, da en del af bandet blev spurgt af Henrik Knudsen, grundlægger af Graceland Randers, om de ville deltage som ekstramusikere og -sanger i en koncert med TCB Band, Elvis Presleys gamle orkester. TCB Band blev i Danmark en ekstra dag, og et repertoire bestående af 1/3 Elvis, 1/3 Roy Orbison og 1/3 Big Fat Snake blev øvet inden koncerten. Optagelsen blev udsendt på CD og DVD og blev en kæmpe succes med over 125.000 solgte eksemplarer.
Big Fat Snake rejste senere i 2003 til tropeøen Tobago for at indspille albummet More Fire på stranden. Dette album blev med Blichfeldts "Sittin' in a window" det bedst sælgende album i bandets historie med over 130.000 solgte eksemplarer.
I 2006 udgav bandet Between the devil and the big blue sea indspillet i Medley-studiet på Vesterbro med gæsteoptræden af D-A-D's guitarist Jacob Binzer. Det blev i denne tid vanskeligere for bandet at afsætte den nødvendige tid til at arbejde i dybden med indspilninger, og i 2007 indspillede Big Fat Snake albummet Nu i Anders Blichfeldts studie. Indspilningerne var egentlig demoer, men indeholdt så meget nerve og liv, at bandet valgte at udgive det.

### Fyring af Peter Viskinde
Frustrationer og uenighed om, hvilken vej bandet skulle følge, førte til fyring af Peter Viskinde i december 2008, hvilket blev offentliggjort i marts 2009. Herefter udviklede bruddet sig til åben mediekrig, hvor såvel Viskinde som de tilbageværende medlemmer i bandet hævdede at have retten til navnet Big Fat Snake,[kilde mangler] hvorfor der på et tidspunkt var to bands, der kaldte sig for "Big Fat Snake". I juni 2009 blev der i imidlertid indgået et forlig mellem parterne, og Peter Viskinde gav afkald på retten til navnet.[kilde mangler]
I 2009 indspillede Big Fat Snake albummet What is left is right, produceret af Chief 1 i det legendariske[kilde mangler] Malmöstudie Varispeed. Albummet udkom i slipstrømmen på den negative presseomtale, bandet havde fået, da Viskinde forlod bandet, og blev ikke den store salgsmæssige succes. Big Fat Snake kæmpede med et dårligt ry, og havde svært ved at trænge igennem i pressen med beskeden om, at de stadig eksisterede, og at det rent faktisk gik ret godt.

### Genrejsning
Big Fat Snake tog i 2011 en beslutning om at vende tilbage til udgangspunktet: Kærlighed til musikken og indspillede albummet Come Closer foran et livepublikum på Brundby Rock Hotel på Samsø. Alle sangene til albummet blev skrevet på under tre uger, og Henrik Nilsson hjalp med at færdiggøre albummet efterfølgende. Det gode rygte begyndte at sprede sig, og publikum vendte tilbage til koncerterne og til pladebutikkerne. Bandet fik en guldplade for Come Closer.
I foråret 2013 fejrede Big Fat Snake 10-året for udgivelsen af One Night Of Sin med en turne, hvor dette album blev spillet live. Det resulterede i 20 udsolgte koncerter og slog fast, at bandet stadig havde et stort og trofast publikum. I april 2013 indspillede bandet Midnight Hour-koncerten, der lidt i tråd med One Night Of Sin blandede Big Fat Snakes eget repertoire med store internationale hits - denne gang under overskriften Memphis Soul. I forbindelse med udgivelsen af Midnight Hour indledte Big Fat Snake et samarbejde med nedrivningsfirmaet J.Jensen, der var med til at realisere bandets drøm om at lave et stort show.[kilde mangler]
Big Fat Snake udgav albummet IdiOcrazy i april 2014 og fik for første gang i mange år rigtig gode anmeldelser. Albummet blev indspillet analogt, dvs. på bånd, med Chief 1 som producer. En digital markedsføring på Facebook og YouTube var med til at bringe et 100 % analogt album på 1. pladsen på den digitale hitliste i flere uger.[kilde mangler] Igen blev albummet udgivet i samarbejde med en partner, denne gang energiselskabet Trefor.[kilde mangler]
I december 2017 meddelte Big Fat Snake, at 2018 ville byde på en afskedsturné, og at bandet fra 2019 ikke længere kommer til at turnere. Samtidig meddeltes det, at Big Fat Snake ikke går i opløsning,men er sat på vågeblus.

## Medlemmer
Nuværende medlemmer
- Anders Blichfeldt (1990-) vokal og guitar.
- Pete Repete (1991-) keyboard.
- Jens Fredslund (1991-) trommer.
- Asger Steenholdt (1997-2009) bas (2009-) guitar.
- Morten Jay Jakobsen (2009-) bas.

Tidligere medlemmer
- Peter Viskinde (1990-2008) vokal og guitar.
- Jacob Perbøll (1990-1997) bas.
- Holger Kølle (1990-1991) trommer.

## Diskografi
Studiealbum
- Big Fat Snake (1991).
- Born Lucky (1992).
- Beautiful Thing (1994).
- Midnight Mission (1995).
- Fight for Your Love (1996).
- Flames (1997).
- www.bigfatsnake.com (1998).
- Running Man (2000).
- Play It By Ear (2002).
- More Fire (2004)
- Between the Devil and the Big Blue Sea (2006).
- NU (2007)
- What Is Left Is Right (2009).
- Come Closer (2011).
- IdiOcrazy (2014).
- Unplugged (2017).